# Liste von Brücken in Hamburg/D

## D
| Foto | Name, Kurzbeschreibung | Nutzung                     | (Erst)Bau | Stadtteil, Lage                                   |
| ---- | --- | --------------------------- | --------- | ------------------------------------------------- |
|      | Dänenbrücke (Mühlenau) Führt im Verlauf der Kieler Straße über die Mühlenau. Die 1805 erbaute Brücke steht unter Denkmalschutz.                                                  | Straßenbrücke               | 1805      | Eidelstedt (53° 36′ 20″ N, 9° 54′ 33″ O)          |
|      | Dänenbrücke (Tarpenbek) Die Brücke liegt auf dem Gelände des Hamburger Flughafens und führte ehemals über die Tarpenbek.                                                         | nicht öffentlich zugänglich | 1798      | Fuhlsbüttel (53° 38′ 1″ N, 9° 59′ 5″ O)           |
|      | Dag-Hammarskjöld-Brücke Führt vom Dag-Hammarskjöld-Platz am Dammtorbahnhof über die Marseiller Straße und den Dammtordamm und mündet in den Hans-Grahl-Weg im Gustav-Mahler-Park | Fußweg                      | 1962      | Neustadt, St. Pauli (53° 33′ 36″ N, 9° 59′ 23″ O) |
|      | Dakarbrücke Diese Fußgängerbrücke überquert mit dem Dakarweg den Überseering. Viele der Fußgängerbrücken in der City Nord sind nach überseeischen Handelszentren benannt.        | Fußweg                      | 1974      | Winterhude (53° 36′ 10″ N, 10° 1′ 30″ O)          |
|      | Dammbrücke Diese Brücke führt mit dem Alsterdorfer Damm über die Alster. Die Brücke steht unter Denkmalschutz.                                                                   | Straße                      | 1922      | Alsterdorf (53° 36′ 42″ N, 10° 0′ 4″ O)           |
|      | Deelbögebrücke führt zwischen Alsterkrugchaussee und Bebelallee über die Alster                                                                                                  | Straße                      | 1960      | Alsterdorf (53° 36′ 8″ N, 9° 59′ 34″ O)           |
|      | Dorotheenstraßenbrücke führt mit der Dorotheenstraße über den Goldbekkanal | Straße                      | 1904      | Winterhude (53° 35′ 2″ N, 10° 0′ 27″ O)           |
|      | Dradenaubrücke (D259) führt mit der Dradenaustraße über die Gleisanlagen der Waltershofer Hafenbahn                                                                              | Straße                      | 1974      | Waltershof (53° 30′ 54″ N, 9° 54′ 43″ O)          |
|      | Dritte Heidenkampbrücke führt mit dem Heidenkampsweg über den Südkanal | Straße                      | 1930      | Hammerbrook (53° 32′ 46″ N, 10° 1′ 47″ O)         |
|      | Dritte Hovebrücke führt an dessen östlichem Ende über den Hovekanal | Eisenbahn                   | 1914      | Veddel (53° 30′ 56″ N, 10° 3′ 10″ O)              |

- Karte mit allen Koordinaten:
- OSM |
- WikiMap